# Alexandra Pavlovna de Russie
Alexandra Pavlovna Romanova (en russe : Александра Павловна), née le 29 juillet 1783 (9 août dans le calendrier grégorien) à Tsarskoïe Selo, morte le 4 mars 1801 (16 mars dans le calendrier grégorien) à Vienne, est une grande-duchesse de Russie, par mariage archiduchesse d'Autriche.

## Famille et jeunesse

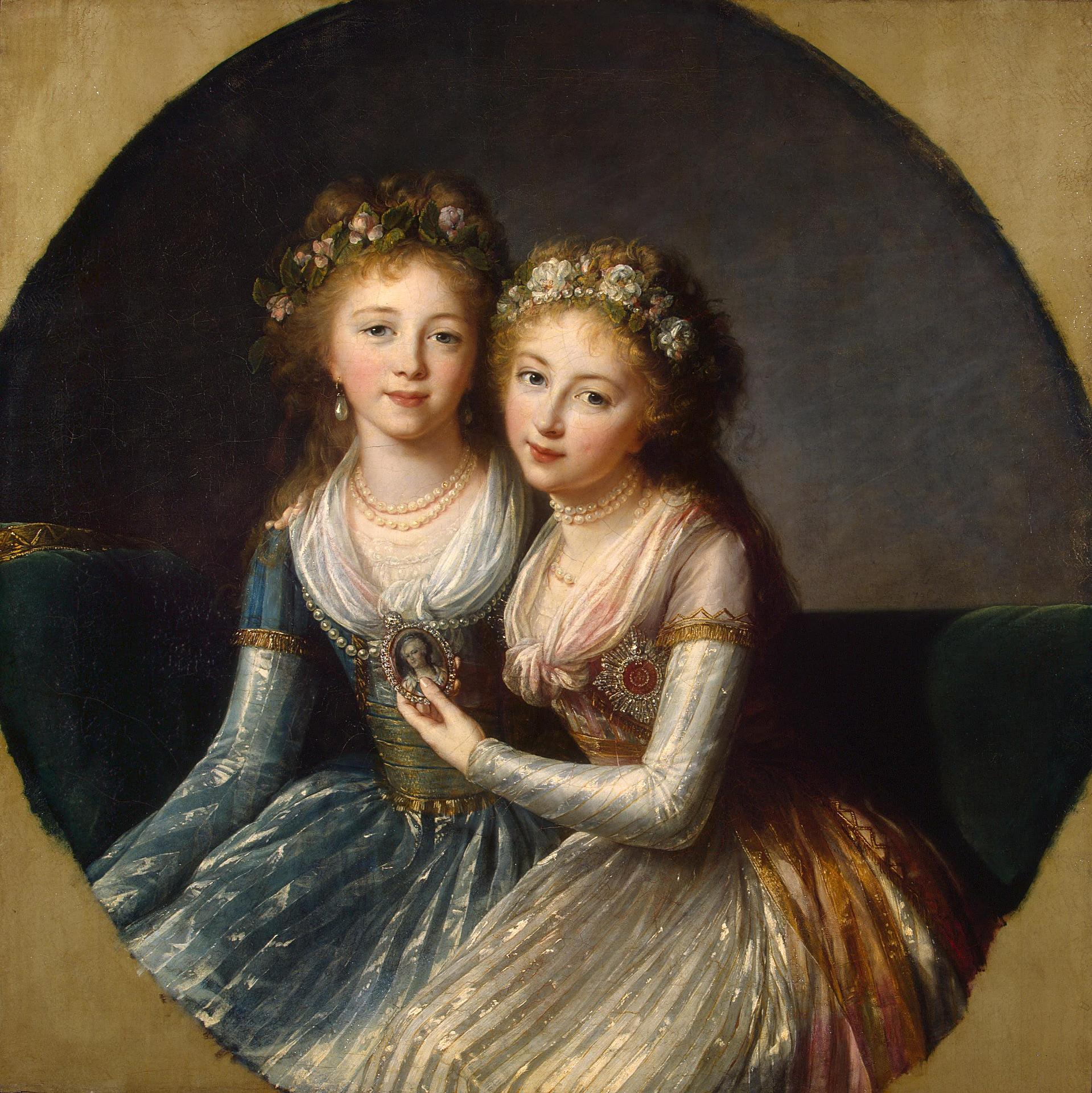
Portrait d'Alexandra et d'Hélène de Russie, 1796, par Élisabeth Vigée Le Brun, musée de l'Ermitage, Saint-Pétersbourg.

Alexandra Pavlovna de Russie est le troisième enfant de Paul Ier de Russie et de Sophie-Dorothée de Wurtemberg. Elle reçoit l'éducation réservée aux princesses russes, et apprend le français, l'allemand, le dessin et la musique. Elle est très proche de sa sœur Hélène Pavlovna de Russie.
Alexandra Pavlovna est « la plus jolie, la plus douce, la plus innocente des princesses à marier d'Europe ».

## Fiançailles avec le roi de Suède
Alexandra Pavlovna aime beaucoup le jeune roi de Suède que l'on décrivait comme un jeune homme au « visage agréable, possédant beaucoup de charme et d'esprit ».
Des négociations concernant l'union des deux jeunes gens sont entamées. Lors de la venue du jeune roi Gustave IV Adolphe de Suède en Russie en août 1796, au premier regard Alexandra Pavlovna s'éprend de lui. Quant à Gustave IV Adolphe, il est séduit par la naïveté de la jeune princesse russe. Il demande immédiatement audience à Catherine II de Russie afin de demander la main de la jeune grande-duchesse, et l'impératrice ne contient pas sa joie.
Dans l'enthousiasme, Catherine II de Russie semble avoir négligé le problème posé par la religion, en effet, en qualité de reine de Suède, Alexandra Pavlovna aura à se convertir au protestantisme. Pendant les deux premières semaines de négociations, Catherine II de Russie estime que le jeune roi de Suède ayant demandé la main de sa petite-fille par amour, il accepterait d'épouser une princesse orthodoxe. Cependant, conscient de ses devoirs, Gustave-Adolphe campe sur ses positions et quitte la cour russe, laissant Alexandra Pavlovna de Russie avec son chagrin. Deux mois après le début des négociations, la date des fiançailles est fixée au 11 septembre 1796. Ce même jour, avant de s'engager, Gustave IV Adolphe de Suède découvre dans le contrat de mariage la décision de la princesse de conserver sa foi orthodoxe après le mariage. Ignorant cette situation, le jeune roi de Suède explose de colère, déclarant que la Russie lui a tendu un piège et jure de ne jamais donner une reine orthodoxe au peuple suédois. Il n'est pas présent lors de la cérémonie des fiançailles, et Alexandra Pavlovna en a beaucoup de chagrin. Cet affront a des conséquences sur la santé de Catherine II de Russie, qui décède quelque temps après d'un accident vasculaire cérébral.
En 1797, Gustave IV Adolphe de Suède épouse Frédérique de Bade, sœur de la tsarine Louise de Bade, épouse du tsar Alexandre Ier de Russie.

## L'alliance autrichienne
En 1798, Paul Ier de Russie rejoint l'Autriche et la Prusse au sein de la deuxième coalition contre la France républicaine. Pour cimenter cette alliance, Alexandra Pavlovna épouse l'archiduc Joseph, palatin de Hongrie, fils de l'empereur Léopold II et de Marie-Louise d'Espagne. Le mariage a lieu le 30 octobre 1799 à Saint-Pétersbourg. Le jeune couple s'installe au château d'Ascuth en Hongrie.
Un an et demi après, Alexandra Pavlovna de Russie donne naissance à une fille, prénommée Alexandrine, morte le jour de sa naissance. Alexandra Pavlovna décède à Vienne d'une fièvre puerpérale le 16 mars 1801. Elle n'avait même pas dix-huit ans. Son décès a lieu la même semaine que l'assassinat de son père, ce fut un coup terrible pour la Maison Romanov.

### Inhumation

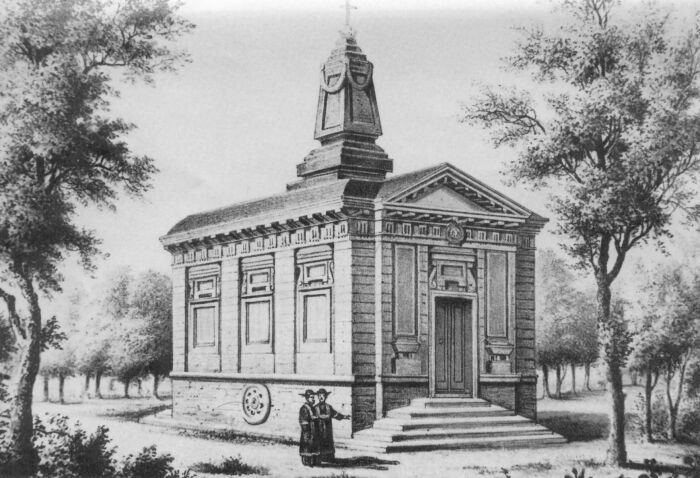
Crypte où fut inhumée la grande-duchesse Alexandra Pavlovna de Russie.

Alexandra Pavlovna et sa fille sont inhumées en la chapelle orthodoxe d'Ürom dans la banlieue de Budapest en Hongrie.

## Distinctions
- 9 août 1783 : Ordre de Sainte-Catherine (1re classe)

## Généalogie

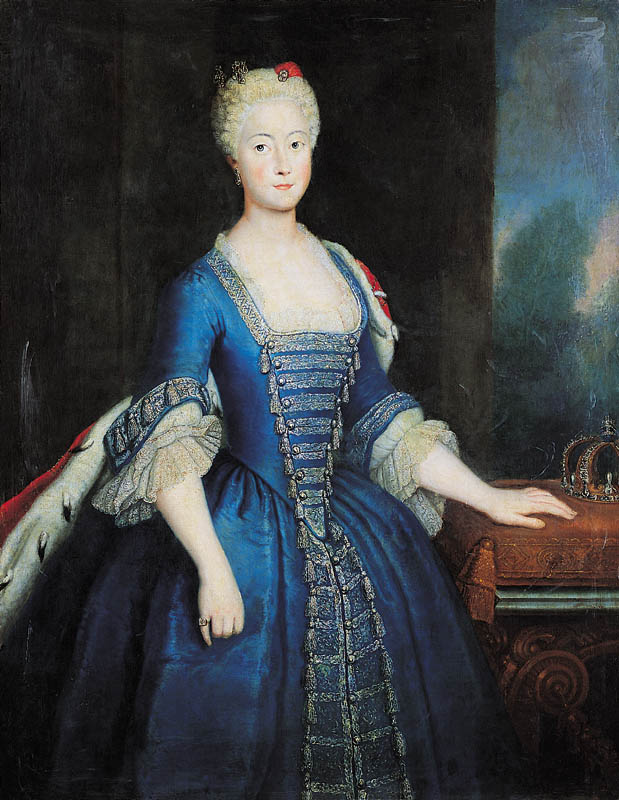
Princesse Sophia Dorothée de Prusse (1719-1765), margravine de Brandebourg-Schwedt.

Alexandra Pavlovna de Russie appartient à la première branche de la Maison d'Oldenbourg-Russie (Holstein-Gottorp-Romanov) issue de la première branche de la Maison Holstein-Gottorp, elle-même issue de la première branche de la Maison d'Oldenbourg.